# Phaonia heteromma
Phaonia heteromma este o specie de muște din genul Phaonia, familia Muscidae, descrisă de Fritz Isidore van Emden în anul 1965.
Este endemică în Myanmar. Conform Catalogue of Life specia Phaonia heteromma nu are subspecii cunoscute.